# Farid Barron
Farid Barron (Philadelphia (Pennsylvania), 23 april 1971) is een Amerikaanse jazzpianist.

## Biografie
Barron, afkomstig uit een familie van muzikanten (zijn jongere broer is saxofonist Jafar Barron), begon pianolessen te volgen naar het voorbeeld van zijn moeder. Zijn vader, een jazzsaxofonist, nam hem op 16-jarige leeftijd mee naar sessies en uitvoeringen. Toen hij in zijn geboortestad naar Central Park High School ging, won het jazzensemble van de school met hem de eerste prijs van het DownBeat Music Fest en werd hij geëerd als een uitstekende solist. Dit bracht hem onder de aandacht van Wynton Marsalis, in wiens septet hij speelde als student aan de Drexel University. Hij studeerde af aan de Temple University.
Nadat hij tussen 1993 en 1997 als soldaat in de Air Force Band of the West had gewerkt, werd hij in 1999 lid van het Lincoln Center Jazz Orchestra, waarmee hij ook opnam. Hij verving Shirley Scott in de huisband van Ortliebs
Jazz Haus, waar hij speelde met muzikanten als Arthur Harper, Mickey Roker, Bobby Durham, Jimmy Oliver en Johnny Coles. Hij verscheen op een Grammy Awards-show met Clark Terry, Harry Sweets Edison, Dizzy Gillespie, James Moody, Donald Byrd en Jimmy Heath. Sinds 2009 is Barron als pianist in het Sun Ra Arkestra de opvolger van de oprichter. Hij is ook te horen op albums van Khan Jamal, Wycliffe Gordon, Herlin Riley en Walter Blanding.
- Gemeinsame Normdatei: 135341795
- International Standard Name Identifier: 0000 0000 4905 9039
- Library of Congress Control Number: no2004099384
- Virtual International Authority File: 80120766
- WorldCat: E39PBJpJfKYq3YcM7R7g7bf6rq